# Matthias Schrade

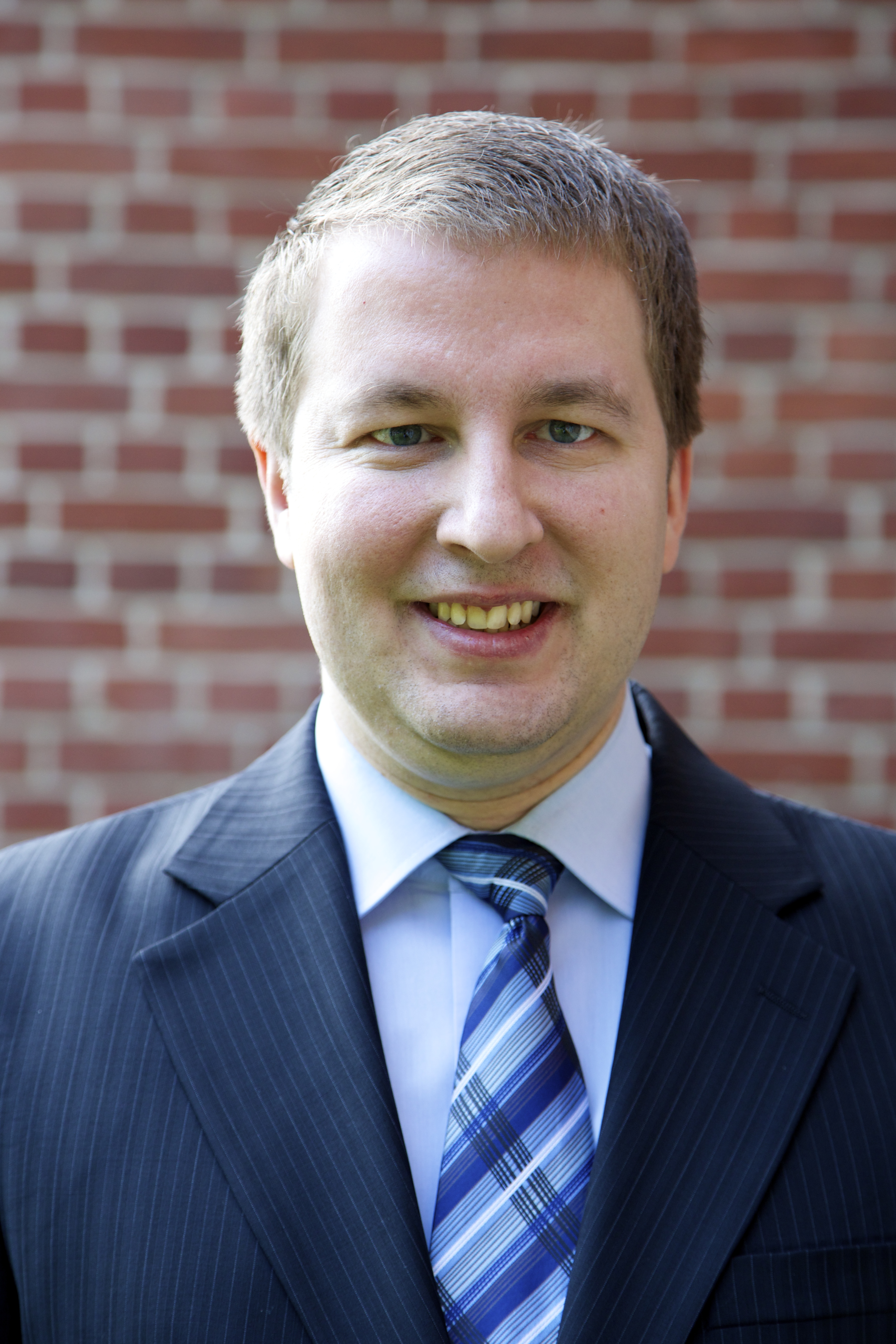
Matthias Schrade

Matthias Schrade (* 7. April 1979 in Tettnang) ist ein deutscher Unternehmer und ehemaliger Politiker der Piratenpartei Deutschland.

## Leben

### Ausbildung und Beruf
Schrade besuchte das Raichberg Gymnasium in Ebersbach an der Fils und machte dort 1998 sein Abitur. Er startete im April 1998 einen E-Mail-Börsenbrief, der ab Mitte 1999 in der von Schrade mitgegründeten Firma GSC Research GmbH (German Small Caps Research) fortgeführt wurde, einem unabhängigen Analystenhaus mit Sitz in Düsseldorf, dessen Geschäftsführer er bis Ende 2011 war. Seine börsenanalytischen Beiträge erschienen regelmäßig in den unternehmenseigenen Medien „Börsenalltag – Tagebuch aus der Aktien-Analyse“. Von Juni 2007 bis April 2010 gehörte er dem Aufsichtsrat der GSC Portfolio AG an.
Vom 8. Juli 2013 bis 12. September 2014 war Schrade zunächst als Geschäftsführer und später als Vorstand bei FCR Immobilien in München tätig. In dieser Zeit sorgte er laut eigenen Angaben auf seinem Blog unter anderem für die Umwandlung der Firma in eine Aktiengesellschaft, führte eine Non-Recourse-Finanzierungsstruktur ein, wickelte den Kauf und die Finanzierung einer ganzen Reihe von Einkaufszentren ab und verdreifachte das Portfoliovolumen auf über 20 Mio. Euro.
Im Herbst 2014 gründete Schrade eine eigene Firma, die ein Portfolio von kleinen Fachmarkt- und Einkaufszentren aufbauen wollte, wofür 4 Mio. Euro Eigenkapital eingesammelt wurden. Im Aufsichtsrat saßen 2014 Peter Schropp, Ulrich Rücker und Henrik von Lukowicz.
Schrade ist seit Mai 2016 mit der Property Managerin Janina Maiß verheiratet und lebt in Berlin.

### Politischer Werdegang
Schrade trat am 13. August 2009 vor der Bundestagswahl in Düsseldorf dem Landesverband Nordrhein-Westfalen der Piratenpartei bei. Auslöser war nach seinen eigenen Angaben das geplante Zugangserschwerungsgesetz und die damit verbundenen „Zensursula“-Proteste. Der von ihm gewählte Nickname „Kungler“ spielt nach eigenen Angaben auf sein gutes Netzwerk an.

#### Innerparteiliches Engagement

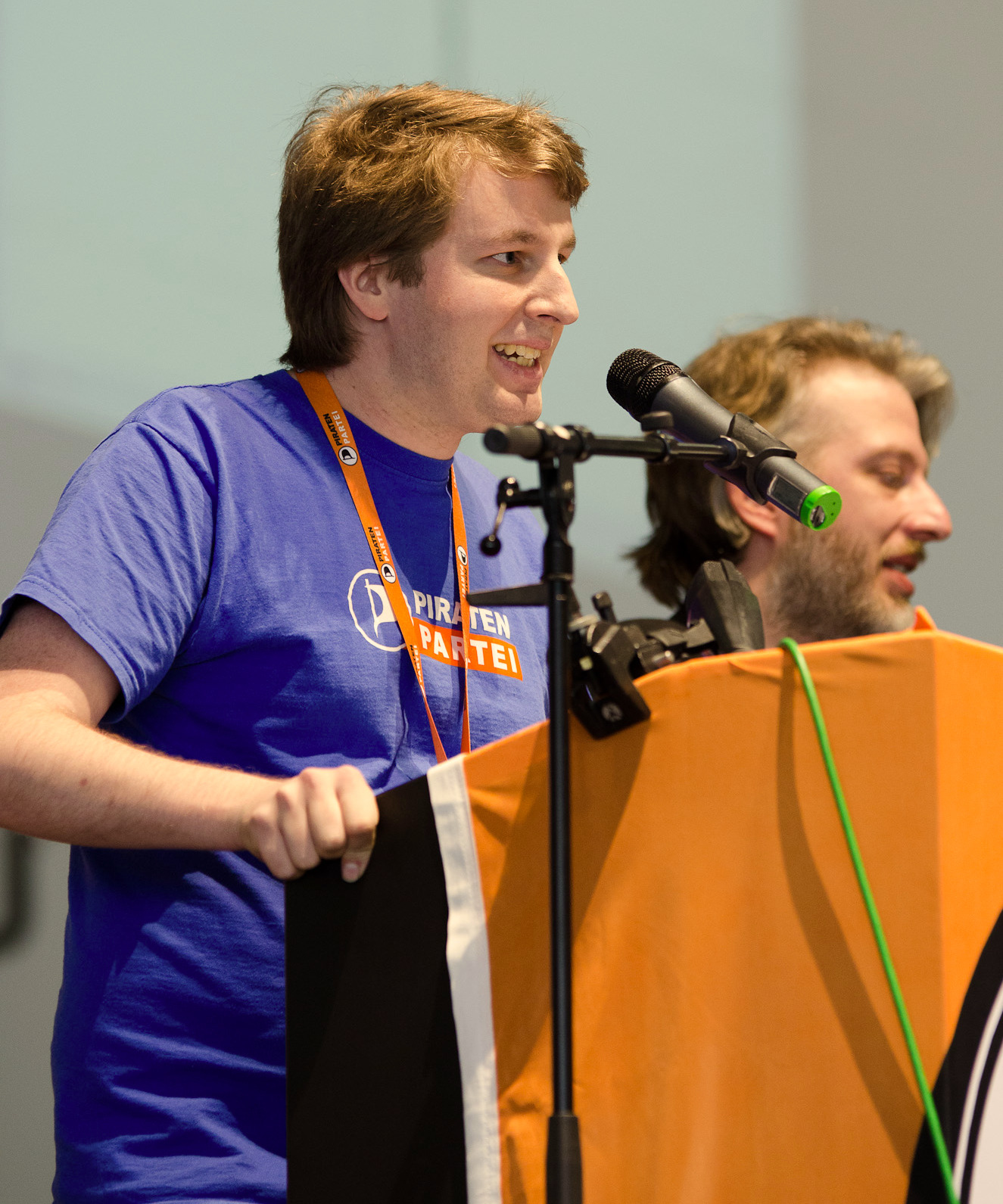
Schrade im April 2012

Schrade, der sich vorwiegend bei Wahlkampfaktivitäten einsetzt, kandidierte erstmals 2010 für ein Amt im Bundesvorstand der Partei, allerdings ohne Erfolg.
Nach einer weiteren Kandidatur im darauffolgenden Jahr wurde er im Mai 2011 zu einem von zwei Beisitzern im Bundesvorstand gewählt. Zu diesem Zeitpunkt war bereits ein Wechsel in den Bezirksverband Stuttgart im Landesverband Baden-Württemberg vorausgegangen.
Schrade kandidierte für die Landesliste der Piratenpartei Baden-Württemberg zur Bundestagswahl 2013. Nachdem er auf keinen der ersten zehn Listenplätze gewählt worden war, trat er nicht mehr an.
Schrade kündigte im Oktober 2012 seinen Rücktritt aus dem Bundesvorstand nach dem Bundesparteitag im Folgemonat an. Er begründete diesen Schritt mit der aus seiner Ansicht nach nicht mehr möglichen Zusammenarbeit mit seinem Vorstandskollegen Johannes Ponader.
Am 17. Februar 2014 verkündete Schrade über Twitter seinen Austritt aus der Partei.

#### Sonstiges Engagement
Schrade ist Mitglied im Förderkuratorium des Netzwerk Recherche. Darüber hinaus ist er Mitglied der Deutschen Schutzvereinigung für Wertpapierbesitz und der Schutzgemeinschaft der Kapitalanleger. Außerdem saß er von 2003 bis 2011 im Anlageausschuss des Münchner Investment Clubs.

## Wirtschaftspolitische Positionen

### Staatsschuldenkrise im Euroraum
Schrade, der unter anderem am Wirtschaftsprogramm des Landesverbandes Nordrhein-Westfalen mitarbeitete, geriet im Herbst 2011 parteiintern mit seinen für die Partei eher untypischen Euro-skeptischen Ansichten zum wirtschaftspolitischen Vorgehen in der Bekämpfung der sogenannten „Eurokrise“ in Kritik und erzielte mediale Aufmerksamkeit.
In der Griechenlandfrage prognostizierte er aufgrund der Staatsbilanzen die unausweichliche Erfordernis eines Schuldenschnitts (Hair Cut), wie er im März 2012 dann durchgeführt werden musste, und kritisierte die Sinnhaftigkeit unbefristeter „Rettungspakete“ wie die Europäische Finanzstabilisierungsfazilität (EFSF) des Europäischen Stabilitätsmechanismus (ESM). Schrade beanstandet die Aufweichung der Stabilitätskriterien für die europäische Währung und nicht erfolgte Sanktionierung von klaren Verstößen gegen diese. Um eine sogenannte „Kern-Euro-Zone“, in der wirtschaftlich homogene Staaten verbleiben, werde man seiner Meinung nach im Sinne einer stabileren Währungsunion nicht umhinkommen, so Schrade zu dieser Zeit.
Schrade kritisiert unter anderem die Intransparenz des Bankensystems und des Finanzwesens. Seiner Ansicht nach könne kein Vorstand einer Bank die Bilanz seines Instituts vollständig erklären. Zudem beanstandet er die geringe Eigenkapitalsicherung im Bankgewerbe. Eine Verstaatlichung des Bankwesens lehnt er ab und verweist dabei auf die seiner Ansicht nach „dilettantisch“ beaufsichtigten Landesbanken. Derivathandel erachtet Schrade grundsätzlich in einigen Bereichen und bis zu einem begrenzten Anteil gegenüber Realwerten zur Risikoabsicherung als notwendig, ein Vielfaches des Volumens muss seiner Meinung nach aber unbedingt unterbunden werden, beispielsweise durch eine Finanztransaktionssteuer. Unter anderem kritisiert er bei vielen solcher Finanzprodukte die inhaltliche Intransparenz und die daraus resultierende Unmöglichkeit einer Risikoabwägung durch Anleger. Da seiner Meinung nach Staatsanleihen zwar als sicher gelten, historisch gesehen aber jedes FIAT-Währungssystem irgendwann im Staatsbankrott ende, ist er der Ansicht, dass eine eingehende Problemanalyse des heutigen Systems erfolgen und eine daraus resultierende Lösung für ein zukünftiges Finanz- und Wirtschaftssystem erarbeitet werden müsse.
Nachdem Schrade einen Antrag aus dem Regionalverband Hannover für den Bundesparteitag im Dezember 2011 zur Abstimmung gegen den ESM als ständige Institution der europäischen Union (EU) umwarb, der inhaltlich den Forderungen des FDP-Politikers und Euro-Skeptikers Frank Schäffler glich (siehe dort unter Politische Positionen), legte ihm die PIRATEN-Fraktion im Berliner Abgeordnetenhaus den Parteiaustritt nahe.
Rettungsaktionen für überschuldete Staaten ließen sich mit ordnungspolitischen Prinzipien nicht vereinbaren, so Schrade zur Begründung seiner Antragsunterstützung. Der Antrag wurde im Verlauf des Parteitags nicht beschlossen, alternativ wurde vom Parteitag ein Positionspapier beschlossen, in dem die Piratenpartei die demokratischen Defizite bei der Entstehung des ESM-Vertrags kritisiert.